# 沙加尔
洛朗·沙加爾（法語：Laurent Sagart，1951年—），漢名沙加爾，法国语言学家，上古汉语、汉语方言和南岛语系的专家。他第一个提出汉藏语系和南岛语系同源的假设。

## 重要著作
- Les dialectes Gan, Paris : éditions langages croisés, 1993年 《赣方言研究》
- The Roots of Old Chinese, Amsterdam : Benjamins 1999年—中文翻译：《上古汉语的词根》，上海教育出版社 2004年 ISBN：7532095940H.0101

## 外部連結
- CNRS homepage
- Hyper Article en Ligne (HAL) （页面存档备份，存于）
- Laurent Sagart's Academia page （页面存档备份，存于）